# ویپلش
ویپلش (انگلیسی: Whiplash) یا شلاق فیلمی در ژانر درام محصول سال ۲۰۱۴ آمریکا و به نویسندگی و کارگردانی دیمین شزل است. شزل فیلم‌نامه این فیلم را بر پایه تجربیات خود در باند مدرسه امور عمومی بین المللی پرینستون نوشته است. در این فیلم مایلز تلر در نقش دانش‌آموزی بازی می‌کند که نوازندهٔ درام است و سعی دارد تا استاد خودش، ترنس فلچر با بازی جی. کی. سیمونز را تحت تأثیر قرار دهد. پل رایزر و ملیسا بنویست از دیگر بازیگران این فیلم هستند.
این فیلم در جشنواره فیلم ساندنس ۲۰۱۴ اکران شد و از همان ابتدا مورد توجه مردم و منتقدین قرار گرفت. ویپلش نامزد پنج جایزه در هشتاد و هفتمین دوره جوایز اسکار از جمله جایزه اسکار بهترین فیلم، جایزه اسکار بهترین فیلم‌نامه اقتباسی، جایزه اسکار بهترین بازیگر نقش مکمل مرد، جایزه اسکار بهترین صدابرداری و جایزه اسکار بهترین تدوین فیلم شد که فقط در بردن جایزه بهترین فیلم و جایزه بهترین فیلمنامه اقتباسی در این میان ناموفق بود.
این فیلم با نظرات مثبت منتقدین روبه‌رو شد و به عنوان یکی از بهترین فیلم‌های سال ۲۰۱۴ میلادی شناخته می‌شود. ویپلش همچنین از نظر کاربران سایت بانک اطلاعات اینترنتی فیلم‌ها جزو ۲۵۰ فیلم برتر تاریخ سینماست و در نظرسنجی که در اواخر ۲۰۱۶ برگزار شد، جزو ۱۰۰ فیلم محبوب سینما به انتخاب هالیوود ریپورتر است. این فیلم تنها ظرف ۱۹ روز فیلمبرداری شده‌است.

## داستان
اندرو نایمن، نوازنده درام جاز، دانشجوی کنسرواتوار معتبر شفر در نیویورک است و آرزو دارد همانند الگوی خود، بادی ریچ، جایگاهی ماندگار در دنیای موسیقی کسب کند. ترنس فلچر، رهبر گروه استودیوی کنسرواتوار، او را به عنوان جایگزین درام‌نواز اصلی، کارل تانر، به گروه دعوت می‌کند.
در ابتدا فلچر تشویق‌کننده به نظر می‌رسد اما خیلی زود مشخص می‌شود که رفتارش بسیار سخت‌گیرانه و حتی پرخاشگرانه است؛ وقتی اندرو در تمرین اولین قطعه، نتواند تمپو را حفظ کند، فلچر صندلی به سمتش پرتاب می‌کند، چند بار صورتش را سیلی می‌زند و با الفاظ تند سرزنش می‌کند. اندرو که می‌خواهد توجه فلچر را جلب کند، تمرینات سخت و مداومی انجام می‌دهد تا جایی که دست‌هایش تاول می‌زنند و خونریزی می‌کنند. در همین حال، رابطه عاشقانه‌ای با زن جوانی به نام نیکول شکل می‌گیرد.
در یک مسابقه جاز، بعد از اولین اجرای گروه، کارل تانر پوشه موسیقی‌اش را به اندرو می‌دهد اما پوشه ناگهان گم می‌شود. تانر او را سرزنش می‌کند اما فلچر مسئولیت را گردن تانر می‌اندازد و از اندرو می‌خواهد قطعه «ویپلش» را از حفظ اجرا کند که باعث پیروزی گروه می‌شود و اندرو به درام‌نواز اصلی ارتقا می‌یابد. با این حال، فلچر ناگهان جای او را به درام‌نواز دیگری به نام رایان کانولی می‌دهد که از گروه سطح پایین‌تری است.
اندرو که تمام تمرکز خود را روی موسیقی گذاشته، از خانواده و نیکول فاصله می‌گیرد و رابطه‌اش را با نیکول به پایان می‌رساند. فلچر در تمرینات بعدی خبر مرگ یک عضو سابق گروه به نام شان کیسی را می‌دهد و نوازندگان را به اجرای خسته‌کننده و شدید قطعه «کاراوان» با تمپوی بسیار سریع دعوت می‌کند. تنها اندرو قادر به هماهنگی با این سرعت است و دوباره جایگاه اصلی‌اش را به دست می‌آورد.
در راه مسابقه بعدی، اتوبوس اندرو پنچر می‌شود و او مجبور به اجاره ماشین می‌شود. او دیر به سالن می‌رسد و چوب‌های درامش را فراموش می‌کند. وقتی برای گرفتن آن‌ها بازمی‌گردد، در مسیر تصادف می‌کند و به‌شدت زخمی می‌شود. با وجود خون‌ریزی و ضعف فراوان، به صحنه می‌رسد اما نمی‌تواند تمپو را حفظ کند و فلچر اجرای او را متوقف کرده و او را از گروه اخراج می‌کند. اندرو عصبانی می‌شود و به سمت فلچر حمله می‌کند و در نهایت از مدرسه اخراج می‌شود.
با درخواست پدرش، اندرو با راشل بورنهولت ملاقات می‌کند، وکیلی که نماینده خانواده شان کیسی است. شان به دلیل فشارهای روانی ناشی از رفتارهای سوء فلچر، خودکشی کرده بود. خانواده کیسی خواهان محاکمه فلچر هستند و اندرو هم با تردید به‌صورت ناشناس علیه او شهادت می‌دهد که باعث اخراج فلچر می‌شود.
اندرو در نهایت نوازندگی را رها می‌کند اما چند ماه بعد در یک کلوپ جاز، فلچر را پشت پیانو می‌بیند. فلچر اذعان می‌کند که روش‌های سختگیرانه‌اش شاید ناعادلانه بوده اما برای پیشرفت دانش‌آموزان ضروری بوده است. او از داستانی نقل می‌کند که نوازنده معروف، جو جونز، یک سینی زنگ‌دار را به سمت چارلی پارکر پرتاب کرده بود تا او را به تلاش بیشتر وادارد. فلچر به اندرو پیشنهاد می‌دهد در فستیوال جاز JVC نیویورک با گروه حرفه‌ای او اجرا کند و اندرو قبول می‌کند. وقتی اندرو به نیکول زنگ می‌زند تا او را به اجرا دعوت کند، متوجه می‌شود که نیکول حالا دوست‌پسر جدیدی دارد.
در فستیوال، فلچر به اندرو می‌گوید که از شهادت او علیه خود خبر دارد و به عنوان تلافی قطعه‌ای را انتخاب می‌کند که اندرو بلد نیست. اجرا به شکستی بزرگ می‌انجامد و اندرو از روی صحنه بیرون می‌رود. پدرش او را در پشت صحنه آرام می‌کند اما اندرو تصمیم می‌گیرد بازگردد، کنترل درام را به دست می‌گیرد و گروه را با قطعه «کاراوان» همراهی می‌کند. فلچر که ابتدا عصبانی بود، دوباره هدایت ارکستر را به دست می‌گیرد. پس از پایان قطعه، اندرو یک سولو بداهه و درخشان اجرا می‌کند که فلچر با رضایت سر تکان می‌دهد و قطعه را به پایان می‌رساند.

## بازیگران
- مایلز تلر در نقش اندرو نیمن
- جی. کی. سیمونز در نقش ترنس فلچر
- پل رایزر در نقش آقای نیمن
- ملیسا بنویست در نقش نیکول
- آستین استول در نقش رایان
- جیسون بلر در نقش تراویس
- آوریل گریس در نقش ریچل بورنهلت

## جایزه‌ها
- برندهٔ جایزه اسکار بهترین بازیگر نقش مکمل مرد برای جی. کی. سیمنز
- برندهٔ جایزه اسکار بهترین صدابرداری
- برندهٔ جایزه اسکار بهترین تدوین فیلم

همچنین:
- نامزد جایزه اسکار بهترین فیلم
- نامزد جایزه اسکار بهترین فیلم‌نامه اقتباسی

## نظرات در مورد فیلم
دیمین شزل کارگردان فیلم در این باره می‌گوید:
با ساختن فیلم دلم می‌خواست تصویری از جهانی فوق رقابتی ارائه کنم. دنیایی که گویی در آن افراد برای رسیدن به موفقیت تک و تنها هستند. در این مدرسه فنی همه به دنبال تصاحب بالاترین جایگاه در سالن لینکلن سنتر یا در گروه‌های بزرگ می‌گردند و خوب به اندازه کافی جا نیست. به همین خاطر همه با خنجر زدن به پشت دیگری هم که شده، به دنبال بالا رفتن از نردبان پیشرفت هستند. از درون این خصومت، رقابت بیرون می‌آید. با این حال وقتی همه با هم می‌نوازند، کلیت آن‌ها است که به گوش می‌رسد. این نکته کنایه‌آمیز داستان است.